# Pilsen
Plzeň
Pour le quartier de Chicago, voir Pilsen (Chicago). Pour la bière, voir Pils (bière).
Pilsen (Plzeň en tchèque ( [ˈpl̩.zɛɲ])) est une ville de Tchéquie et le chef-lieu de la région de Plzeň. Sa population s'élevait à 185 599 habitants en 2024.

## Géographie
La ville est située au confluent de quatre rivières : Úhlava, Úslava, Radbuza et Mže. Elle se trouve à 86 km au sud-ouest de Prague et à 169 km à l'est-nord-est de Nuremberg.

### Climat
| Mois                                  | jan.       | fév.       | mars       | avril      | mai       | juin     | jui.      | août      | sep.      | oct.      | nov.       | déc.       | année      |
| ------------------------------------- | ---------- | ---------- | ---------- | ---------- | --------- | -------- | --------- | --------- | --------- | --------- | ---------- | ---------- | ---------- |
| Température minimale moyenne (°C)     | −4         | −4,3       | −0,4       | 2,1        | 6,8       | 9,1      | 10,9      | 10,3      | 8         | 3,9       | 0,3        | −2,2       | 3,4        |
| Température moyenne (°C)              | −1,5       | −1         | 3,8        | 7,6        | 12,8      | 15,4     | 17,9      | 17,7      | 13,4      | 8,6       | 2,8        | −0,2       | 8,1        |
| Température maximale moyenne (°C)     | 1,3        | 2,7        | 8,2        | 13,2       | 18        | 21,3     | 24,3      | 24        | 19        | 13,3      | 5,7        | 2,1        | 12,8       |
| Record de froid (°C) date du record   | −24,8 1985 | −25,2 1985 | −25,8 1987 | −11,1 1997 | −3 1981   | 0,3 1997 | −0,9 1984 | −1,1 1997 | −0,8 1990 | −6,4 1991 | −14,2 1989 | −26,5 1996 | −26,5 1996 |
| Record de chaleur (°C) date du record | 15,8 1991  | 19 1990    | 22,1 1989  | 27 1996    | 29,7 1997 | 34 1994  | 39 1983   | 36,3 1983 | 29,8 1983 | 27 1985   | 17,6 1982  | 22,2 1986  | 39 1983    |
| Précipitations (mm)                   | 35,8       | 23,9       | 35,3       | 31,4       | 57,7      | 75,7     | 77,8      | 68,3      | 42,7      | 46,7      | 48         | 32,5       | 575,6      |
| Nombre de jours avec précipitations   | 9,2        | 7,5        | 8,8        | 8,3        | 10,7      | 11,6     | 10,9      | 10,6      | 9,1       | 7,9       | 10,1       | 9,9        | 114,6      |

| Diagramme climatique                                  |             |             |             |           |             |              |            |         |             |          |             |
| J                                                     | F           | M           | A           | M         | J           | J            | A          | S       | O           | N        | D           |
| 1,3−435,8                                             | 2,7−4,323,9 | 8,2−0,435,3 | 13,22,131,4 | 186,857,7 | 21,39,175,7 | 24,310,977,8 | 2410,368,3 | 19842,7 | 13,33,946,7 | 5,70,348 | 2,1−2,232,5 |
| Moyennes : • Temp. maxi et mini °C • Précipitation mm |             |             |             |           |             |              |            |         |             |          |             |

## Histoire
Les premières mentions de « Pilsna » ou « Pilisin » (correspondant à l'actuel vieux Pilsen) remontent à l'année 976. Cette année-là, le prince Boleslav II a vaincu l'armée de l'empereur germanique Otton II.
En 1295, le roi de Bohême Venceslas II crée le nouveau Pilsen, correspondant à la ville actuelle. Sa position stratégique sur la voie fluviale entre Prague et la Bavière lui permet de prospérer rapidement. Elle est à l'époque la troisième ville du royaume après Prague et Kutná Hora. Dès le Moyen Âge, le houblon récolté dans les environs, un des meilleurs d'Europe, est à la base d'une production de bières réputées.
En 1599, Pilsen devient résidence impériale pendant neuf mois, Rodolphe II ayant fui la peste qui sévissait à Prague.

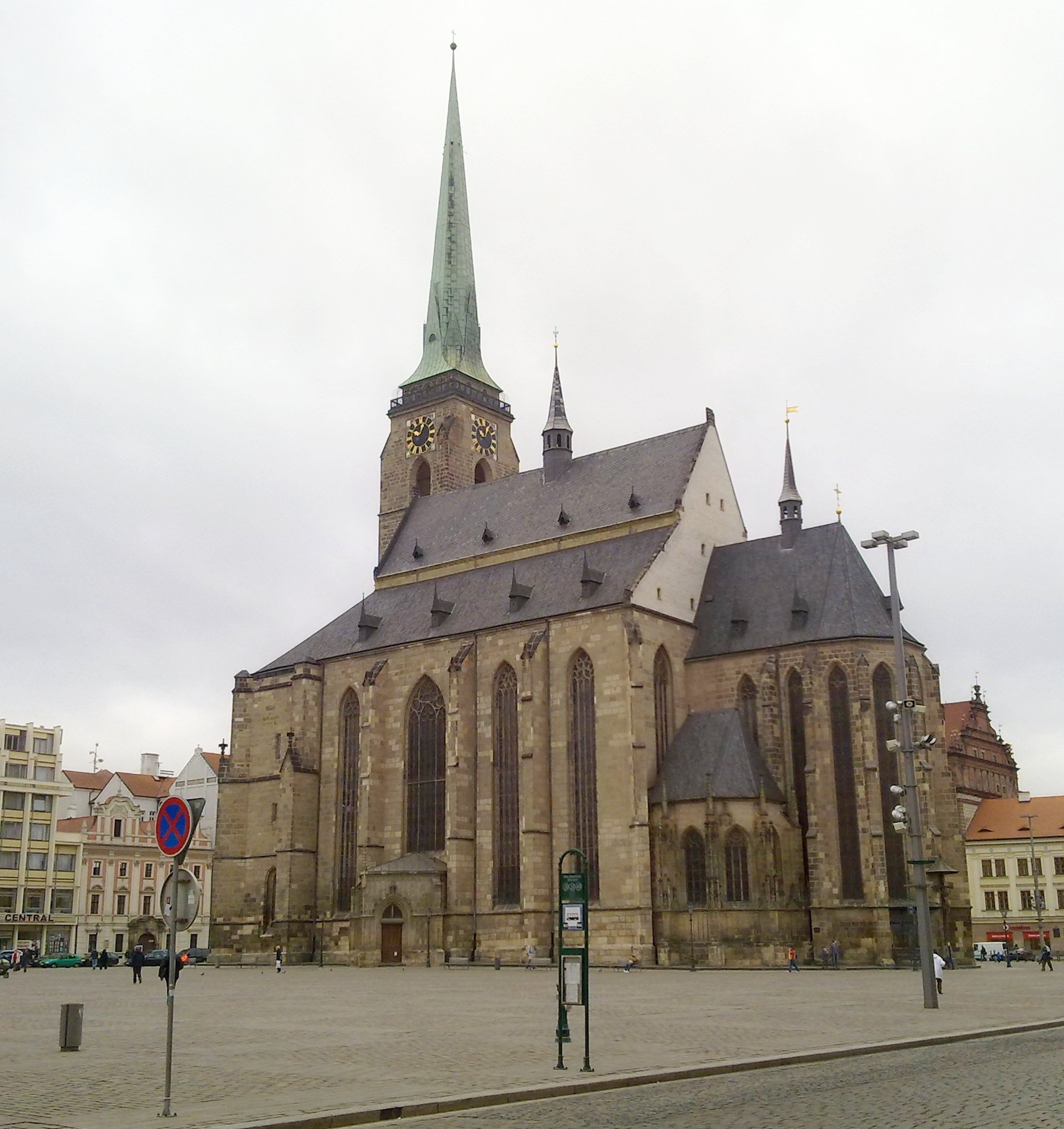
La cathédrale Saint-Barthélemy.

En 1618, a lieu la bataille de Pilsen, durant la phase bohémienne de la guerre de Trente Ans. Après la fin de ce conflit, Pilsen connaît une période de déclin.
Au XIXe siècle, la ville est le théâtre d'une rapide croissance démographique et industrielle. C'est à ce moment-là que sont fondés deux établissements qui ont rendu Pilsen célèbre dans le monde entier :
- l'usine de constructions mécaniques Škoda ;
- la brasserie Pilsner Urquell (en tchèque : Plzeňský prazdroj) qui, depuis 1842, produit la célèbre Pilsner Urquell. Grâce à cette brasserie, la ville est connue pour sa production de bière.

Pilsen donna d'ailleurs ainsi son nom aux bières dites « Pils » (aussi appelée Pilsener, Pilsen ou Pilsner).
Le 6 mai 1945, Pilsen est libérée par la Troisième Armée américaine, conduite par le général Patton. Selon un accord américano-soviétique, le général n'avait plus le droit d'avancer et de libérer Prague et dut même évacuer la ville quelques jours plus tard. Un monument en l'honneur des Américains commémore depuis la fin du siècle cette libération. Sous le régime communiste, il est interdit d'en parler.
Pilsen s'inscrit aussi dans l'histoire du combat contre le communisme. Le 1er juin 1953, Pilsen est le théâtre de la première manifestation de masse contre le communisme de tout le bloc soviétique.
De nos jours, Pilsen reste un centre industriel, commercial, culturel et administratif important. De nombreux étudiants sont inscrits à l'Université de Bohême de l'Ouest, dont les locaux sont dispersés dans plusieurs bâtiments de la ville.
Le 8 septembre 2010, un jury annonce que Pilsen est devenu Capitale européenne de la culture pour l'année 2015. En finale, la ville avait affronté Ostrava.

## Population
Recensements ou estimations de la population de la commune dans ses limites actuelles :
| 1869*  | 1880*  | 1890*  | 1900*  | 1910*  | 1921*  | 1930*   |
| ------ | ------ | ------ | ------ | ------ | ------ | ------- |
| 23 681 | 38 883 | 50 221 | 68 079 | 80 445 | 88 416 | 114 704 |

| 1950*   | 1961*   | 1970*   | 1980*   | 1991*   | 2001*   | 2011*   |
| ------- | ------- | ------- | ------- | ------- | ------- | ------- |
| 124 339 | 132 799 | 148 021 | 170 701 | 173 008 | 164 336 | 170 322 |

| 2014    | 2015    | 2016    | 2017    | 2018    | 2019    | 2020    |
| ------- | ------- | ------- | ------- | ------- | ------- | ------- |
| 168 034 | 169 033 | 169 858 | 170 548 | 170 936 | 172 441 | 174 842 |

| 2021*   | 2022    | 2023    | 2024    | - | - | - |
| ------- | ------- | ------- | ------- | - | - | - |
| 174 007 | 168 733 | 181 240 | 185 599 | - | - | - |

## Patrimoine
La place et les rues à proximité du centre de la ville forment un centre architectural gothique qui est classé parmi les réserves de Monument historique (Tchéquie).

### Sur la place
- La cathédrale Saint-Barthélemy, monument culturel, est sans doute le monument le plus remarquable de la ville. Sa construction commença peu après la fondation de la ville. Sa tour de 102,6 m est la plus haute de la Tchéquie[5]. Il s'agit aujourd'hui d'une cathédrale, grâce à la bulle pontificale de l'année 1993 qui a consacré Pilsen parmi les villes épiscopales. Sur son autel central se trouve la Vierge de Pilsen, œuvre dominante du style dit des « belles saintes vierges » de l'art gothique tchèque. Sa seconde tour, abattue par la foudre en 1525, n'a jamais été reconstruite.
- La mairie Renaissance, décorée de sgraffites sombres, a été construite selon les plans de l'architecte italien Giovanni de Statia dans les années 1554-1559. Dans la partie arrière de la grande salle de la mairie se trouve une maquette en plastique du centre historique de la ville.
- La colonne de la peste de 1681 se situe entre la mairie et la cathédrale. Elle est couronnée d'une madone dorée.
- L'archidiaconat est le bâtiment baroque le plus vieux de la ville (1710).
- Les nombreuses demeures Renaissance et baroques.

### À proximité de la place
- Les souterrains de la ville se sont formés depuis le Moyen Âge[5] par le raccordement progressif de caves de deux à trois étages. Le labyrinthe complexe de couloirs, de caves et de puits fait partie, de par son étendue supérieure à 20 kilomètres, des plus vastes d'Europe centrale. Elles s'enfoncent à une profondeur de 8 à 12 mètres.
- La grande Synagogue, troisième plus grande synagogue au monde[5], date de 1893. Ce majestueux bâtiment édifié dans un style maure et roman avec ses intérieurs d'un grand intérêt sert aujourd'hui de salle de concerts et d'expositions.
- Le monastère franciscain, un des bâtiments les plus vieux de la ville, possède un intérieur gothique et une façade baroque.

### Dans le parc Kopecký
- Le bâtiment de représentation du théâtre Josef Kajetán Tyl a été édifié dans les années 1899 - 1902 dans un style néo-Renaissance avec des éléments d'Art nouveau, par l'architecte Antonín Balšánek (cs).
- La maison municipale « Beseda » date de 1901 et se trouve dans le parc Kopecký. Elle abrite aujourd'hui un café, une salle de bal et un cinéma. Elle est caractéristique de l'Art nouveau.
- Le bâtiment néo renaissance du Musée de Bohême occidentale du début du XXe siècle, constitue l'une des dominantes architecturales de la ville. Restauré en 2000, il présente une collection d'armes remontant au XIVe siècle et des expositions ponctuelles.

### Plus loin du centre
- La gare centrale, de style art nouveau.
- Le monument aux Américains, célébrant la libération de Pilsen par l'Armée américaine[7]. Ce monument était auparavant dédié aux libérateurs soviétiques de la Tchécoslovaquie — alors que la ville avait été libérée par les Américains.

### Autres
- Huit appartements conçus par l'architecte autrichien Adolf Loos, rues Bendova, Husova et Klatovska[5].

## Économie
Les principales entreprises industrielles établies à Pilsen sont :
- Škoda Transportation ;
- Pilsner Urquell ou Plzeňský Prazdroj : brasserie ;
- Panasonic AVC Networks, une filiale du groupe japonais Matsushita Electric, fabrique des téléviseurs pour le marché européen et emploie environ 2 000 personnes dans la zone industrielle de Borská Pole à Plzeň. La production a démarré en 1997.

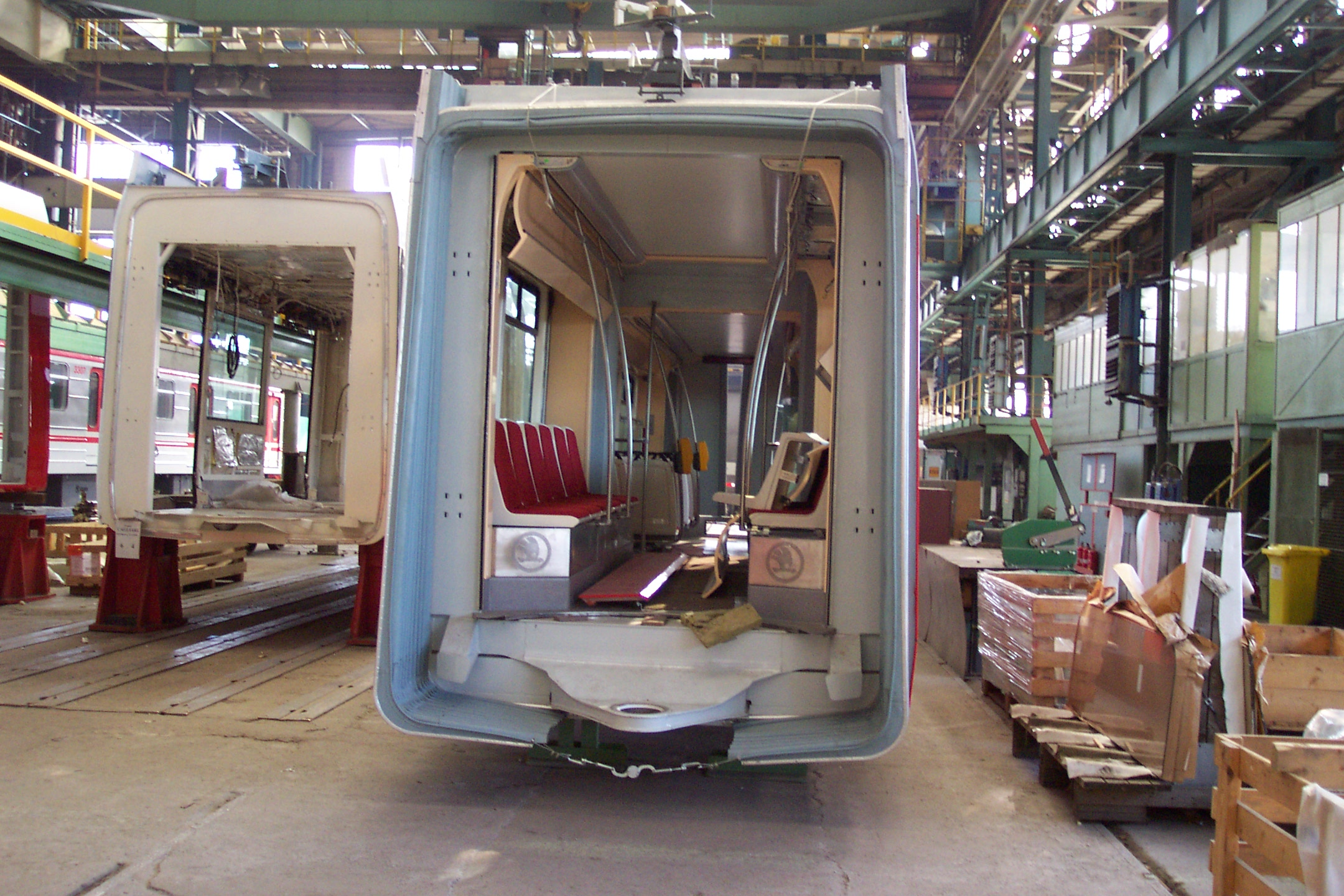
Škoda Transportation : fabrication du tramway Škoda 14 T.
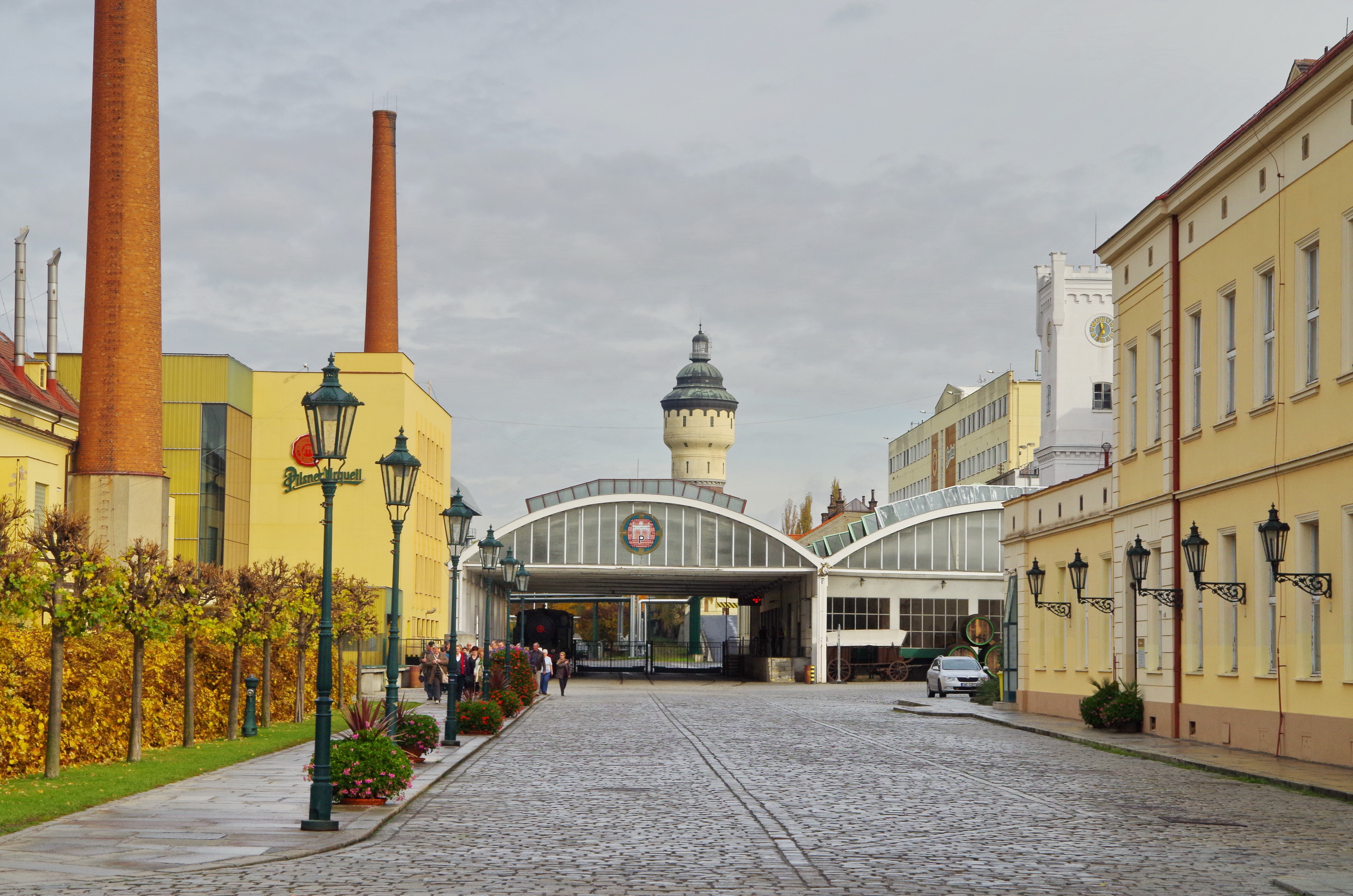
Brasserie Plzeňský Prazdroj.

## Transports
Le premier tramway apparaît dans les rues pilsenoises en 1899. L'inventeur František Křižík participe grandement à sa création. Par la suite, le réseau se développe lentement. Dans les années 1960-1980, le réseau prend une grande ampleur en reliant les nouvelles banlieues au centre-ville.
Le trolleybus entre en fonction en 1941 pendant la Seconde Guerre mondiale. Après la guerre, le réseau s'étend à nouveau. En 1970, les lignes de trolleybus sont fermées dans les quartiers Košutka et Bolevec, du fait de l'extension des lignes de tramway. Mis à part une petite extension dans les quartiers de Bory et Doudlevce, le réseau reste inchangé.
Par la route, Pilsen se trouve à 83 km de Karlovy Vary, à 93 km du centre de Prague et à 204 km de Nuremberg. Pilsen est desservie par l'autoroute D5, qui relie Prague à la frontière avec l'Allemagne, et contourne la ville par le sud.
L'aéroport de Plzeň-Líně, réservé aux vols intérieurs, se trouve à une dizaine de kilomètres au sud-ouest du centre-ville.

## Personnalités
- Albrecht von Wallenstein (1583-1634), chef militaire et homme politique
- Claire Beck Loos (1904-1942), photographe
- Josef Beran (1888-1969), archevêque catholique de Prague, cardinal.
- Petr Čech (né en 1982), joueur de football (gardien de but)
- Vlasta Depetrisová (1920-2003), joueuse de tennis de table
- Karel Gott (1939-2019), chanteur
- Peter Grünberg (1939-2018), physicien allemand, prix Nobel
- Andrea Hlaváčková (née en 1986), joueuse de tennis
- Rudolf Karel (1880-1945), compositeur
- Věra Kohnová (1929-1942), autrice d'un journal intime sur la Shoah.
- Kateřina Kůrková (née en 1983), tireuse sportive
- Emil Lederer (1882-1939), économiste allemand
- Franz Metzner (1871-1919), sculpteur autrichien
- Karel Nocar (né en 1977), handballeur
- Rodolphe II (1552-1612), prince autrichien
- Zuzana Růžičková (1927-2017), claveciniste
- Ota Šik (1919-2004), économiste
- Emil Škoda (1839-1900), ingénieur et industriel
- Josef Skupa (1892-1957), marionnettiste
- Ruzena Slemrová (1886-1962), actrice
- Tomáš Šmíd (né en 1956), joueur de tennis
- Petr Štochl (né en 1976), joueur de handball
- Martin Straka (né en 1972), joueur de hockey sur glace
- Jiří Suchý (né en 1931), homme de théâtre, poète et musicien
- Jaroslav Svejkovský, joueur professionnel de hockey sur glace, y est né en 1976
- Jan Sviták (1898-1945), acteur, réalisateur et scénariste
- Petr Sýkora (né en 1976), joueur de hockey sur glace
- Jiří Trnka (1912-1969), cinéaste d'animation
- Miroslav Zikmund (1919-2021), voyageur et écrivain
- Jan Žižka (1370-1424), général et chef hussite
- Jan Stráský (1940-2019), homme politique tchèque
- Jaroslav Vogel (1894-1970), chef d'orchestre, compositeur et musicologue.
- František Václav Lobkowicz (1948-2022), évêque catholique tchèque.

## Jumelages
La ville de Pilsen est jumelée avec :
- Birmingham (États-Unis)
- Ratisbonne (Allemagne)
- Winterthour (Suisse)
- Takasaki (Japon)
- Limoges (France)
- Liège (Belgique)
- Žilina (Slovaquie)
- Izmir (Turquie)